# Lars Scheibner
Lars Scheibner (* 1976 in Leningrad, Sowjetunion) ist ein deutscher Tänzer und Choreograf.

## Leben und Karriere
Scheibner wurde 1976 als Sohn eines deutschen Vaters und einer russischen Mutter in Leningrad geboren. Nach vier Jahren an der Kinder- und Jugendsportschule Berlin brach er die Karriere als Eiskunstläufer ab und begann 1987 seine achtjährige Ausbildung an der Staatlichen Ballettschule Berlin. Von 1995 bis 1997 war Lars Scheibner Gruppentänzer an den Bühnen der Stadt Gera, wo er unter anderem in der Uraufführung von Mario Schröders The Wall mitwirkte. 1998 ging er als Solist an die Komische Oper Berlin. Dem schloss sich ein Engagement beim Ballett Kiel an. Für seine dortige Verkörperung der Titelpartie in Mario Schröders Tanzstück Der Traum des Vincent van Gogh wurde er von der Fachzeitschrift Ballett-Tanz als profiliertester Nachwuchstänzer des Jahres 2003 nominiert. Parallel dazu war Lars Scheibner seit seiner Ausbildungszeit auch choreografisch tätig. Besonderes Aufsehen erregte Martin Robackis spartenübergreifende Tanz-Installation Prometheus Fantasia, die als Kulturbeitrag des Landes Brandenburg auf der Expo 2000 in Hannover gezeigt wurde und für die Scheibner große Teile der Choreografie entwickelte.
In den Spielzeiten 2002/2003 und 2003/2004 präsentierte Lars Scheibner im Kieler Schauspielhaus mit Nr.: 26 und One more Time... seine ersten eigenständig konzipierten und choreographierten Bühnenstücke. Im September 2004 wurde Hör mein Bitten... in der Kieler Ostseehalle uraufgeführt: ein Auftragswerk zum Abschlussgottesdienst des Ökumenischen Kirchentages in Kiel. 2004/2005 erarbeitete Scheibner als Regisseur und Choreograf, zusammen mit dem Rundfunkchor Berlin und fünf freischaffenden Tänzern, das abendfüllende Werk Der versiegelte Engel zu der gleichnamigen Komposition von Rodion Konstantinowitsch Schtschedrin. Im Herbst 2005 hatte Onager im Kieler Theater im Werftpark Premiere. Dieses abendfüllende Werk choreographierte und inszenierte Lars Scheibner für das Ballett Kiel. Seit August 2006 ist er in Berlin als freischaffender Tänzer und Choreograf tätig. Im Jahr 2009 erhielt Lars Scheibner den Conrad-Ekhof-Preis, vergeben von der Gesellschaft der Freunde des Mecklenburgischen Staatstheaters Schwerin.
Im Januar 2016 übernahm Lars Scheibner die künstlerische Leitung der Deutschen Tanzkompanie in Neustrelitz.

## Werke seit 2006 (Auswahl)
- Februar 2007: „Trias-Bolero“ – ein Ballettabend für das Mecklenburgische Staatstheater Schwerin
- April 2007: Wiederaufnahme „Der versiegelte Engel“ mit Tänzern des Staatsballetts Berlin
- November 2007: Choreografie für „Die Fledermaus“ am Opernhaus Kiel
- Januar 2008: Choreografie für „Der kleine Horrorladen“ am Gerhart-Hauptmann Theater Zittau
- März 2008: Beginn der Arbeit als Choreograf und Regisseur mit 200 Schweriner Kinder und Jugendlichen für eine szenische Version der „Carmina Burana!“ am Mecklenburgischen
- Staatstheater Schwerin – Premiere im November 2008
- März 2009: „Frühlingsopfer“ – ein Ballettabend für das Mecklenburgische Staatstheater Schwerin
- März 2009: Szenische Uraufführung „St Johns Passion“ – szenische Umsetzung der Johannespassion von James MacMillan mit dem Rundfunkchor- und dem Rundfunksinfonieorchester Berlin
- November 2009: „Deutschland tanzt!“ – ein Tanzstück für das Tanztheater Trier
- Januar 2010: Realisierung des Kindertanzprojektes „die versiegelten Engel“ mit 150 Schülerinnen und Schülern der „Schule unterm Regenbogen“ in Berlin-Marzahn
- Mai 2010: „Savitri“ eine szenische Realisierung der Oper von Gustav Holst unter der Leitung des Rundfunkchores Berlin im Berghain Berlin
- September 2010: „Carmina Burana“ – ein Ballettabend für das Ballet Nacional de Paraguay
- Dezember 2010: „Carmina Burana“ – realisiert vom Projeto Dançando para não dançar in Rio de Janeiro
- Januar 2011: „Klassentreffen oder ein Nachmittag in der LPG“ – eine Ballettkomödie von Lars Scheibner und Jacob Steinberg für das Theater Görlitz
- April 2011: „Lux Aeterna“ – ein Werk für a cappella Chor und Tanz am Theater Kiel
- April 2011: „Ghetto“ – szenische Realisierung der gleichnamigen Trilogie von Volker David Kirchner am Theater Kiel
- Oktober 2011: „Pintando o sete com Portinari“ – ein Ballett für das Projeto Dançando para não dançar in Rio de Janeiro
- Dezember 2011: „Wenn ich einmal gross bin...“ – ein Ballett für Kinder ab 6 nach der Ballettkomödie „Klassentreffen oder ein Nachmittag in der LPG“ am Theater Görlitz
- Januar 2012: Neufassung des „Versiegelten Engels“ für das Soundstreams Festival in Toronto – für zwei Chöre und fünf Tänzerinnen aus Toronto/Canada
- März 2012: Zusammenarbeit mit dem Regisseur Andrzej Woron – Choreografie und Co-Regie für die Oper „Lady Macbeth von Mzensk“ am Stadttheater Bremerhaven
- Juni 2012: Wiederaufnahme „Der versiegelte Engel“ für Aufführungen in Vaduz / Liechtenstein und der Berliner Philharmonie
- Juli – November 2012: „João Joana“ eine Balletturaufführung für das Projeto Dançando para não dançar in Rio de Janeiro
- Februar – April 2013: Zusammenarbeit mit dem Regisseur Andrzej Woron – Co – Regie und Choreografie für das Schauspiel „Das brennende Dorf“ am Theater Konstanz
- April – Mai 2013: Zusammenarbeit mit dem Regisseur Andrzej Woron – Choreografie und Co-Regie für die Oper „Love and other Demons“am Stadttheater Bremerhaven
- August – September 2013: „Le Sacre du Printemps“ – ein Ballettabend für das Staatstheater Cottbus
- November – Januar 2014: Zusammenarbeit mit dem Regisseur Andrzej Woron – Choreografie und Co-Regie für die „Johannes - Passion“ am Theater Osnabrück
- Februar – März 2014: Choreografie für die Oper „Kommilitonen“ am Stadttheater Bremerhaven
- April – Mai 2014: Zusammenarbeit mit dem Regisseur Andrzej Woron – Choreografie und Co-Regie für die Oper „Der Freischütz“ am Stadttheater Bremerhaven
- März 2015: Johannes Brahms – „Ein deutsches Requiem“ – Inszenierung für das Vokalconsort Osnabrück
- Mai 2015: „Die Nibelungen“ – ein Tanzepos für die Deutsche Tanzkompanie in Neustrelitz
- September 2015: Zusammenarbeit mit dem Regisseur Andrzej Woron – Choreografie und Co-Regie für die Operette „Orpheus in der Unterwelt“ – am Stadttheater Konstanz
- März 2016: „53°N - Völker wandern“ – ein Tanzfest für die Deutsche Tanzkompanie
- November 2016: „Das Dschungelbuch“ – Ein Tanzabenteuer für die ganze Familie – Deutsche Tanzkompanie
- März 2017: „Kriemhild Rache“ – ein Tanzepos für die Deutsche Tanzkompanie
- September 2017: „The Corona Effect“ – ein Visuelles Experiment in Zusammenarbeit mit PMD-ART für die Deutsche Tanzkompanie
- November 2017: „Der kleine Muck“ – ein Tanzmärchen für Kinder für die Deutsche Tanzkompanie
- April 2018: „*11:23Uhr“ – ein Teil des dreiteiligen Choreografenabends „moja, sheli, meine HEIMAT“